# Embonycha interrupta
Embonycha interrupta is een webspinner (Embioptera) uit de familie Embonychidae. De soort komt voor in Vietnam.